# Лео Маркс
Лео Маркс (енгл. Leo Marks; Лондон, 24. септембар 1920 — Лондон, 15. јануар 2001) је био шеф криптографа британских специјалних снага током Другог светског рата, који је унапређењем сигурности ратних шифара спасао животе многих тајних агената.
За шифре и њихово решавања заинтересовао се већ као дечак у очевој продавници књига. Завршио је St Paul’s School (школу) у Лондону, а британској војсци се придружио 1942. године. Постао је експерт и шеф службе криптографа, у којој је основни кодни систем био базиран на поезији, где је сваки агент бирао пет речи из песме и претварао их у бројеве. Сматрајући да песме могу бити познате и непријатељима, и сам их је писао. Његова најпознатија песма била је "The Life That I Have" (Живот који имам).
После рата постао је писац и сценариста. Најзначајнији филм за који је писао сценарио је Смрт у очима (1960) редитеља Мајкла Пауела. Маркс је написао и своју аутобиографију раних 80-тих, "Between Silk and Cyanide" (Између свиле и цијанида) која је била забрањена од стране Владе Велике Британије због навода у вези званичне историје специјалних снага, све до 1998. године.